# Nirei Fukuzumi
Nirei Fukuzumi (福住仁嶺?, Fukuzumi Nirei; Tokushima, 24 gennaio 1997) è un pilota automobilistico giapponese.

## Carriera

### Inizi
Nato a Tokushima, Fukuzumi inizia la sua carriera sui Kart nel 2010, e ci corre fino al 2013. Tra i suoi migliori risultati la seconda posizione nel ROK Cup International Final - Super ROK.
Passa alle monoposto nel 2014, gareggiando nella Formula 4 giapponese, categoria che riesce a vincere collezionando 4 vittorie. Nel 2015 passa alla F3 giapponese con il team HFDP Racing. Al debutto nella categoria riesce a conquistare due vittorie a Motegi e il quarto posto in classifica generale.

### GP3 Series
Nel 2016 Fukuzumi viene ingaggiato dalla ART Grand Prix per partecipare alla stagione di GP3. Nella sua prima stagione conquista 3 podi e 91 punti conquistando il settimo posto in campionato e la riconferma per la stagione 2017. Al secondo anno nella categoria riesce a conquistare la sua prima vittoria nella gara inaugurale a Barcellona, e con un totale di 2 vittorie e 6 podi chiude al terzo posto in classifica.

### Formula 2
Per la stagione 2018 sale di categoria, partecipando al Campionato FIA di Formula 2 2018 con l'Arden International. Ottiene un sesto posto quale miglior risultato e termina la stagione diciassettesimo con soli 17 punti conquistati.

### Super Formula
Nella stessa stagione 2018 partecipa inoltre al campionato Super Formula con il team ufficiale Mugen. L'anno seguente cambia team, passa al Dandelion Racing, con un quinto posto sul Circuito di Okayama conquista i suoi primi punti nella categoria e nella gara di Suzuka conquista il suo primo podio. Finisce la stagione con diciotto punti al settimo posto in classifica.
Nel 2020 continua on il team Dandelion Racing, sempre a Suzuka conquista il suo secondo podio nella categoria. A fine stagione chiude ottavo in classifica in linea con la stagione precedente. Nel 2021 continua con il team Dandelion Racing e arriva terzo nella prima gara stagionale al Fuji. Sul Circuito di Suzuka conquista la sua prima Pole position nella categoria, ma in gara è costretto al ritiro, la sua prima vittoria arriva sul Circuito di SUGO, arrivando davanti a Toshiki Oyu e Yuhi Sekiguchi. 

## Risultati

### Riassunto della carriera
| Stagione | Campionato           | Squadra                    | Gare | Vittorie | Pole | GVP | Podi | Punti | Pos  |
| -------- | -------------------- | -------------------------- | ---- | -------- | ---- | --- | ---- | ----- | ---- |
| 2014     | Formula 4 giapponese | HFDP Racing                | 11   | 4        | 0    | 0   | 9    | 172   | 1º   |
| 2015     | F3 giapponese        | HFDP Racing                | 17   | 2        | 3    | 3   | 6    | 72    | 4º   |
| 2015     | Super GT - GT300     | Autobacs Racing Team Aguri | 1    | 0        | 0    | 0   | 0    | 0     | N.C. |
| 2016     | GP3 Series           | ART Grand Prix             | 18   | 0        | 0    | 0   | 3    | 91    | 7º   |
| 2017     | GP3 Series           | ART Grand Prix             | 14   | 2        | 2    | 0   | 6    | 134   | 3º   |
| 2018     | Formula 2            | Arden International        | 24   | 0        | 0    | 0   | 0    | 17    | 17º  |
| 2018     | Super Formula        | Team Mugen                 | 4    | 0        | 0    | 1   | 0    | 0     | 20º  |
| 2019     | Super GT300          | Arta                       | 8    | 1        | 0    | 0   | 3    | 69.5  | 1º   |
| 2019     | Super Formula        | Team Dandelion Racing      | 7    | 0        | 0    | 0   | 1    | 18    | 7°   |
| 2020     | Super GT500          | Team Aguri                 | 8    | 1        | 3    | 1   | 3    | 54    | 5°   |
| 2020     | Super Formula        | Team Dandelion Racing      | 7    | 0        | 0    | 2   | 1    | 29    | 7°   |
| 2021     | Super Formula        | Team Dandelion Racing      | 4    | 1        | 1    | 0   | 1    | 34*   |      |

### Risultati in GP3 Series
(legenda) (Le gare in grassetto indicano la pole position) (Le gare in corsivo indicano Gpv)
| Stagione | Squadra        | 1         | 2          | 3         | 4           | 5           | 6          | 7         | 8           | 9           | 10         | 11          | 12         | 13        | 14          | 15         | 16         | 17        | 18        | Pos | Punti |
| -------- | -------------- | --------- | ---------- | --------- | ----------- | ----------- | ---------- | --------- | ----------- | ----------- | ---------- | ----------- | ---------- | --------- | ----------- | ---------- | ---------- | --------- | --------- | --- | ----- |
| 2016     | ART Grand Prix | CAT FEA 3 | CAT SPR 13 | RBR FEA 7 | RBR SPR Rit | SIL FEA 11  | SIL SPR 7  | HUN FEA 4 | HUN SPR 4   | HOC FEA Rit | HOC SPR 11 | SPA FEA Rit | SPA SPR 15 | MNZ FEA 5 | MNZ SPR Rit | SEP FEA 7  | SEP SPR 2  | YMC FEA 5 | YMC SPR 3 | 7º  | 91    |
| 2017     | ART Grand Prix | CAT FEA 1 | CAT SPR 6  | RBR FEA 3 | RBR SPR 3   | SIL FEA Rit | SIL SPR 16 | HUN FEA 2 | HUN SPR Rit | SPA FEA 3   | SPA SPR 4  | MNZ FEA NP  | MNZ SPR C  | JER FEA 1 | JER SPR 5   | YMC FEA 15 | YMC SPR 14 |           |           | 3º  | 134   |

### Risultati in Formula 2
(legenda) (Le gare in grassetto indicano la pole position) (Le gare in corsivo indicano Gpv)
| Stagione | Squadra             | 1          | 2         | 3          | 4          | 5          | 6           | 7          | 8          | 9         | 10         | 11        | 12        | 13          | 14          | 15         | 16        | 17          | 18         | 19         | 20         | 21        | 22        | 23          | 24         | Pos | Punti |
| -------- | ------------------- | ---------- | --------- | ---------- | ---------- | ---------- | ----------- | ---------- | ---------- | --------- | ---------- | --------- | --------- | ----------- | ----------- | ---------- | --------- | ----------- | ---------- | ---------- | ---------- | --------- | --------- | ----------- | ---------- | --- | ----- |
| 2018     | Arden International | BHR FEA 18 | BHR SPR 8 | BAK FEA 13 | BAK SPR 12 | CAT FEA 11 | CAT SPR Rit | MON FEA 10 | MON SPR 11 | LEC FEA 9 | LEC SPR 12 | RBR FEA 9 | RBR SPR 9 | SIL FEA Rit | SIL SPR Rit | HUN FEA 10 | HUN SPR 6 | SPA FEA Rit | SPA SPR 17 | MNZ FEA 14 | MNZ SPR 13 | SOC FEA 8 | SOC SPR 7 | YMC FEA Rit | YMC SPR 12 | 17º | 17    |

### Risultati completi Super Formula
(legenda) (Le gare in grassetto indicano la pole position) (Le gare in corsivo indicano Gpv)
| Anno | Team                  | 1       | 2       | 3      | 4      | 5       | 6       | 7       | 8       | 9       | 10      | Punti | Pos. |
| ---- | --------------------- | ------- | ------- | ------ | ------ | ------- | ------- | ------- | ------- | ------- | ------- | ----- | ---- |
| 2018 | Team Mugen            | SUZ Rit | AUT     | SUG    | FUJ    | MOT 17  | OKA 18  | SUZ 12  |         |         |         | 0     | 20°  |
| 2019 | Team Dandelion Racing | SUZ 11  | AUT 5   | SUG 5  | FUJ 9  | MOT 5   | OKA Rit | SUZ 3   |         |         |         | 18    | 7°   |
| 2020 | Team Dandelion Racing | MOT 5   | OKA 8   | SUG 10 | AUT 9  | SUZ Rit | SUZ 2   | FUJ 16  |         |         |         | 29    | 8°   |
| 2021 | Team Dandelion Racing | FUJ 3   | SUZ Rit | AUT 13 | SUG 1  | MOT Rit | OKA 12  | SUZ 1   |         |         |         | 55    | 2°   |
| 2022 | ThreeBond Drago Corse | FUJ Rit | FUJ 16  | SUZ 12 | AUT SQ | SUG 8   | FUJ 11  | MOT Rit | MOT Rit | SUZ 15  | SUZ Rit | 3     | 19°  |
| 2023 | ThreeBond Racing      | FUJ Rit | FUJ 17  | SUZ 10 | AUT 8  | SUG 16  | FUJ 16  | MOT 14  | SUZ 9   | SUZ Rit |         | 9     | 16°  |
| 2024 | Kids Com Team KCMG    | SUZ 6   | AUT 8   | SUG 13 | FUJ 4  | MOT 9   | FUJ 5   | FUJ 2   | SUZ 6   | SUZ 3   |         | 62    | 6°   |

*Stagione in corso

### Risultati completi Super GT
(legenda) (Le gare in grassetto indicano la pole position) (Le gare in corsivo indicano Gpv)
| Anno | Team                      | Auto               | Class3 | 1     | 2      | 3      | 4       | 5      | 6     | 7     | 8     | Punti | Pos. |
| ---- | ------------------------- | ------------------ | ------ | ----- | ------ | ------ | ------- | ------ | ----- | ----- | ----- | ----- | ---- |
| 2015 | Team Aguri                | Honda CR-Z         | GT300  | OKA   | FUJ    | CHA    | FUJ     | SUZ 12 | SUG   | AUT   | MOT   | NC†   | 0†   |
| 2019 | Team Aguri                | Honda NSX GT3 Evo  | GT300  | OKA 2 | FUJ 2  | SUZ 6  | CHA 9   | FUJ 6  | AUT 6 | SUG 1 | MOT 4 | 69.5  | 1°   |
| 2020 | Team Aguri                | Honda NSX-GT GT500 | GT500  | FUJ 8 | FUJ 14 | SUZ 13 | MOT Rit | FUJ 3  | SUZ 3 | MOT 1 | FUJ 5 | 54    | 5°   |
| 2021 | Autobacs Racing Team Agur | Honda NSX-GT       | GT500  | OKA 7 | FUJ 8  | SUZ 5  | MOT 11  | SUG 10 | AUT   | MOT   | FUJ   | 15*   | 13°* |